# Domingo de Boenechea
Domingo de Bonechea (Boenechea) Andonaegui (* 21. September 1713 in Getaria; † 26. Januar 1775 in Tautira, Tahiti) war ein Seefahrer und Entdecker des 18. Jahrhunderts im Dienst der spanischen Krone.
Der spätere Vizekönig von Peru Manuel d’Amat i de Junyent (* 1704; † 1782) entwickelte bereits als spanischer Gouverneur Chiles Ambitionen, ein Gegengewicht zur Ausbreitung der sich abzeichnenden britischen Hegemonie im Südpazifik zu schaffen. Sein klar umrissenes und erklärtes Ziel war die Eroberung und Inbesitznahme der pazifischen Inseln für die spanische Krone. Kaum hatte Amat 1761 das Vizekönigreich übernommen, nutzte er seine Macht, um die ozeanischen Visionen umzusetzen und entsandte insgesamt vier spanische Expeditionen in den Südpazifik. Mit der zweiten (1772 bis 1773) und dritten (1774 bis 1775) beauftragte er Boenechea.

## Erste Reise (1772 bis 1773)
Am 26. September 1772 stach Bonechea von Callao in See, um Tahiti zu erreichen, das der Engländer Samuel Wallis am 21. Juni 1767 für Europa entdeckt und James Cook bereits 1769 besucht hatte. Auf seiner Fahrt dorthin lief er mehrere Inseln des Tuamotu-Archipels und der Gruppe der Gesellschaftsinseln an. Am 12. November 1772 ankerte er mit seiner Fregatte El Águila in der Baie de Tautira auf Tahiti und taufte die Ansiedlung der Einheimischen etwas hochtrabend: Santísima Cruz. Die Kontakte mit den Insulanern entwickelten sich gut. Boenechea ließ Karten zeichnen und Informationen von den Einwohnern Tahitis einholen, so erfuhr er von den vorangegangenen englischen Expeditionen.
Am 20. Dezember 1772 verließ er Tahiti und erreichte am 21. Februar 1773 Valparaíso. Während dieser ersten Reise entdeckte Bonechea mehrere Inseln für Spanien und gab ihnen spanische Namen (doch oft erhielten sie von Seefahrern anderer Nationen andere Namen):
- Tauere – St. Simon und Judas
- Haraiki – San Quentin
- Anaa – Allerheiligen, Totensonntag 1772.
- Mehetia – St. Kitts
- Tahiti – Amat, Dezember 1772.
- Moorea – Santo Domingo, Dezember 1772.

Nach seiner ersten Expedition gab Bonechea ein Buch heraus mit dem Titel: Relación de la navegación. Hier beschrieb er die Ureinwohner Tahitis und deren Bräuche. Er übersetzte auch Teile des indigenen Wortschatzes der Polynesier in das Kastilische.

## Zweite Reise (1774 bis 1775)
Das Ziel seiner zweiten Reise war die Annexion Tahitis für die spanische Krone und die Christianisierung der Einwohner, befohlen und unterstützt vom spanischen König Karl dem III. Mit zwei Schiffen, der Aguila und der Jupiter, verließ Boenechea Callao am 20. September 1774. Die Einwohner Tahits bereiteten ihm einen herzlichen Empfang und übereigneten ihm Land für den Bau eines Missionshauses. Die Stammeshäuptlinge akzeptierten die spanische Oberherrschaft in einem förmlichen Akt. Als Zeichen der spanischen Hegemonie ließ Boenechea ein großes Holzkreuz errichten mit der Aufschrift:
CHRISTUS VINCIT, CAROLUS III IMPERATOR 1774.
Bonechea starb am 26. Januar 1775 auf Tahiti und wurde vor dem von ihm begründeten Missionshaus begraben. Sein Kapitän Tomás de Gayangos beendete die Expedition 1775.
Als Amat 1776 sein Amt als Vizekönig von Peru niederlegte, verlor Spanien das Interesse am Südpazifik und wandte sich anderen Prioritäten zu. Damit war auch das Bestreben gescheitert, die Inseln des Südpazifiks – und insbesondere Tahiti – dem spanischen Königreich einzugliedern.
Auch auf seiner zweiten Reise entdeckte Boenechea mehrere Inseln und gab ihnen spanische Namen:
Im Tuamotu-Archipel:
- Tatakoto – San Narciso
- Tauere – San Simón y Judas
- Tekokota – Los Mártires
- Hikueru – San Juan
- Haraiki – San Quintín
- Anaa – Todos los Santos
- Tahanea – San Julián
- Motutunga – San Blas

Bei den Gesellschaftsinseln:
- Mehetia – San Cristóbal
- Raiatea – La Princesa, Oktober 1775
- Moorea – Santo Domingo
- Huahine – La Hermosa
- Bora Bora – San Pedro
- Maupiti – San Antonio
- Maiao – La Pelada
- Manuae – La de los Pájaros
- Tetiaroa – Los Tres Hermanos